# پرچم سیسیل
پرچم سیسیل در ۴ ژانویه ۱۹۰۰ پذیرفته شد.